# 聖潘德羅德查納區
聖潘德羅德查納區（西班牙語：Distrito de San Pedro de Chaná），是秘魯的一個區，位於該國北部安卡什大區的瓦里省，始建於1955年6月10日，面積138.65平方公里，海拔高度3,413米，2005年人口2,650，人口密度為每平方公里19人。